# Тихоокеанская железная дорога (Россия)
Тихоокеанская железная дорога (ТЖД) — достраиваемая частная железнодорожная линия необщего пользования от Эльгинского угольного месторождения в Якутии до порта Эльга (на мысе Манорский на берегу Удской губы Охотского моря) в Хабаровском крае. С началом пробной эксплуатации 30-31 октября 2024 года стала первой материковой железной дорогой, которая достигла побережья Охотского моря. Ожидается, что дорога будет полностью введена в эксплуатацию в 2025 году.
Строительство железной дороги ведёт угольная компания «Эльга» (ООО «Эльга»), подконтрольная «А-Проперти» Альберта Авдоляна.

## Характеристика железной дороги
Тихоокеанская железная дорога имеет одну колею шириной 1520 мм и соединена с общероссийской сетью (в частности, с БАМом) с помощью ветки Улак-Эльга. Строительство второго пути началось в апреле 2025 года.
Протяжённость железной дороги составит 531 км, а с учётом разъездов и станций — 626 км. Шпалы деревянные.
Предполагаемый суточный трафик (в однопутном варианте) — 18 пар грузовых поездов. Проект предполагает устройство одной промежуточной станции и 18 разъездов. К моменту завершения строительства дороги предполагается приобретение подвижного состава — 15 локомотивов и 1200 вагонов. После введения в действие Тихоокеанской железной дороги на ней будет занято 1,5 тысячи сотрудников.
Параллельно железной дороге проходит технологическая автодорога. На разъездах и промежуточной станции устанавливаются базовые станции сотовой связи обеспечивающие покрытие сотовой связью на протяжении всей ТЖД, «за исключением участков со сложным рельефом местности».
Тяжёлые условия горной местности и стремление сократить расходы на строительство мостов и тоннелей привели к очень значительной извилистости Тихоокеанской железной дороги. При географическом расстоянии 338 км между посёлком Эльгинский и портом Эльга — протяжённость железной дороги составляет 531 км.
15 ноября 2023 года ООО «УК „Эльга“» объявило о повышении мощности Тихоокеанской железной дороги с ранее объявленных 30 млн тонн до 50 млн тонн.
Стоимость железной дороги первоначально оценивалась в 97,1 млрд руб., из которых 37,3 млрд руб. планируется потратить на строительство самой железнодорожной ветки, 28,4 млрд руб. — на закупку подвижного состава и 31,4 млрд руб. — на строительство порта мощностью 30 млн тонн в год на берегу Охотского моря у мыса Манорский. Сейчас стоимость строительства ТЖД оценивается в 146,6 млрд руб. Срок окупаемости — 7 лет. Строительство ведётся силами собственной строительной компании «Эльга-Строй» и четырёх подрядчиков: «Рудтех», «Современные горные технологии», «СибГТК» и «Техвеб».
По договору между компанией и «Синара — Транспортные Машины» (СТМ) Эльга в 2024 году для Тихоокеанской железной дороги получает тепловозы 2ТЭ35А. Локомотив будет предназначен для вождения грузовых поездов весом 7100 т на участках с горным профилем в восточной части России. Его мощность заявляется на уровне 7300 кВт, конструкционная скорость 120 км/ч, длина 48 м. В тепловоз будут базово интегрированы технологии автоведения и виртуальной сцепки, а опционально возможна установка оборудования для диагностики пути, машинного зрения и дистанционного управления. Локомотив будет частично унифицирован с электровозами 3ЭС8 и 2ЭС6. Закладывается дальнейшее развитие линейки в виде односекционных ТЭ35А, газотепловозов с цистерной-тендером 2ТЭ35АГ и водородных 2ТЭ35Ah.

## Реализация проекта
Тихоокеанская железная дорога строится на частные инвестиции. Строительство началось в 2022 году.
До конца 2022 г. рельсы уложены на 80 км железной дороги. 15 ноября 2022 года на новое железнодорожное полотно со стороны мыса Манорский впервые установлен тепловоз.
По состоянию на конец марта 2023 года построено 112 км железной дороги.
По состоянию на май 2023 года на строительстве дороги и порта занято 4 тысячи вахтовых рабочих. В земляных работах задействовано свыше 550 единиц специализированной техники. Строительные работы ведутся круглосуточно..
По состоянию на начало июня 2023 года возведено два четырёхпролётных железнодорожных моста. В июле 2023 года планируется закончить строительство третьего моста. Эти мосты считаются одними из самых сложных сооружений на ТЖД. Их строительство не прекращалось и в условиях сильных морозов.
7 августа 2023 года объявлено о прокладке 200 км пути: со стороны Эльгинского угольного месторождения уложено 140 км, со стороны мыса Манорский — 60 км.
19 октября 2023 года было объявлено о завершении строительства 250 км железной дороги, то есть почти половины протяжённости ж/д пути. Земляное полотно второй половины ТЖД тоже почти подготовлено..
По состоянию на июнь 2024 года уложено 450 километров Тихоокеанской железной дороги, что составляет 85 % длины магистрали. В июле было завершено строительство последнего железнодорожного моста через реку Джана в 15 км от моря, тестовой проход первого состава из Якутии до порта Эльга ожидается в октябре 2024 года.
По состоянию на октябрь 2024 года построено 488 из 531 километра Тихоокеанской железной дороги. Из 19 станций и разъездов в полной готовности находится 14 станций.
2 ноября 2024 года было объявлено о «завершении укладки насыпи под Тихоокеанскую железную дорогу».
5 ноября 2024 года было объявлено о прибытии 31 октября 2024 года на припортовую станцию выгрузки порта Эльга первого сквозного грузового состава из 20 полувагонов с углём под тягой тепловоза ТЭМ-14-0197 и двух пассажирских вагонов сопровождения.
11 ноября 2024 года при обкатке путей произошёл сход состава, жертв нет.
При строительстве железной дороги в Хабаровском крае обнаружены залежи полезных ископаемых.
22 апреля 2025 года компания "Эльга" объявила о начале строительства второго пути Тихоокеанской железной дороги. Это позволит увеличить провозную способность магистрали до 50 млн тонн угля в год с Эльгинского месторождения. 